# راب ویلیامز (قایقران روئینگ، زاده ۱۹۸۵)
راب ویلیامز (انگلیسی: Rob Williams; ۲۱ ژانویهٔ ۱۹۸۵) قایقران روئینگ اهل بریتانیا است.
وی در مسابقات کشوری و بین‌المللی در مجموع برندهٔ ۱ مدال طلا، ۱ مدال نقره، ۲ مدال برنز شده‌است.